# Universuri picturale
Universuri picturale este un film românesc din 1965 regizat de Nina Behar.